# The Pierre
The Pierre est un hôtel de luxe situé dans l'arrondissement de Manhattan à New York, face à Central Park.

## Histoire
Le Pierre tire son nom de son fondateur Charles Pierre Casalasco, un hôtelier né en Corse en 1879 et immigré à New York en 1904.
À partir de 1971, l'hôtel a compté une petite boutique Bulgari, avant qu'elle ne déménage sur la Cinquième Avenue, dans un bien plus vaste flagship.
Il a compté comme clients des personnalités comme Valentino, Yves Saint Laurent et Karl Lagerfeld, venus pour le Met Gala.
En 2014, son dernier étage trouve locataire pour un loyer de 500 000 dollars US par mois, battant le record du plus haut loyer de la ville.